# Sikorsky H-5
Sikorsky H-5, (znan tudi kot R-5, S-51, HO2S-1, HO3S-1) (R-5 do leta 1948; tovarniška oznaka VS-327) je bil batno gnani vojaški helikopter, ki so ga razvili pri ameriškem Sikorsky med 2. svetovno vojno. Prvič je poletel 18. septembra 1943. Zgradili so čez 300 helikopterjev, ki so jih uporabljale Ameriške letalske sile, mornarica in marinci in druge države. Helikopter so proizvajali licenčno v Britaniji kot Westland WS-51 Dragonfly.

## Specifikacije (H-5)
Podatki iz United States Military Aircraft since 1909
Splošne karakteristike
- Posadka: 2
- Dolžina: 57 ft 1 in (17,40 m)
- Premer rotorja: 48 ft 0 in (14,63 m)
- Višina: 13 ft 0 in (3,96 m)
- Površina rotorjev: 1810 sq ft (168,2 m²)
- Teža praznega letala: 3780 lb (1718 kg)
- Naložena teža: 4825 lb (2193 kg)
- Pogon letala: 1 ×  bencinski zvezdasti motor Pratt & Whitney R-985, 450 KM (335 kW)

 Zmogljivost 
- Maks. hitrost: 92 vozlov (106 mph, 171 km/h)
- Doseg: 313 nmi (360 milj, 580 km)
- Višina leta: 14400 ft (4390 m)
- Čas do višine 10000 ft (3050 m): 15 minut